# Fußball-Europameisterschaft 1984
Die Endrunde der 7. Fußball-Europameisterschaft wurde vom 12. bis zum 27. Juni 1984 in Frankreich ausgetragen. Europameister wurde Gastgeber Frankreich mit einem Sieg über Spanien im Finale in Paris. Titelverteidiger BR Deutschland scheiterte bereits in der Gruppenphase. Österreich, die DDR und die Schweiz scheiterten bereits in der Qualifikation. Torschützenkönig wurde der Franzose Michel Platini, der mit neun Toren nicht nur den Rekord für die meisten Tore während einer EM-Endrunde aufstellte, sondern auch bis 2021 Rekordtorschütze der Europameisterschaft war. Zudem wurde er im selben Jahr wie bereits im Jahr zuvor zu Europas Fußballer des Jahres gewählt.
Seit dieser EM wird der dritte Platz nicht mehr ausgespielt; hingegen wurde wieder ein Halbfinale der zwei Gruppenersten und -zweiten ausgetragen. Frankreich war als Gastgeber automatisch qualifiziert.

## Vergabe
Für die Ausrichtung der Europameisterschaft 1984 interessierten sich Frankreich, BR Deutschland, England und Griechenland.
Als Favoriten galten BR Deutschland (hatte sich schon bei den beiden vorherigen EM um eine Ausrichtung bemüht) und Frankreich. Als Hauptgrund, warum sich die UEFA für Frankreich entschied, galt, dass das Land im Falle der Ausrichtung eine Chance hätte, durch Zuschüsse vom Staat seine veralteten Stadien auszubauen sowie neue zu errichten.
Diese Entscheidung wurde vielfach kritisiert. Karl-Heinz Heimann, Kolumnist der Fachzeitschrift Kicker, bezeichnete die Entscheidung als „Entwicklungshilfe für den französischen Fußball“ sowie einen „Affront gegen den deutschen Fußball“.

## Die Qualifikation der deutschsprachigen Mannschaften

### Bundesrepublik Deutschland und Österreich
Die Mannschaft der Bundesrepublik Deutschland traf in der Gruppe 6 auf Österreich, Nordirland, Türkei und Albanien. Die Österreicher starteten gut in die Qualifikation, im Gegensatz zur westdeutschen Mannschaft. Auf deren Niederlage im ersten Spiel gegen Nordirland mit 0:1 folgte ein knapper 2:1-Erfolg in Albanien. So sollte das Rückspiel in Gelsenkirchen zwischen BR Deutschland und Österreich zu einem vorentscheidenden Spiel werden (Hinspiel 0:0). Die westdeutsche Mannschaft begann sehr druckvoll und führte durch Karl-Heinz Rummenigge bereits nach vier Minuten mit 1:0. Rudi Völler erhöhte in der 19. und 21. Minute auf 3:0. So war das Spiel schnell entschieden. Österreich war nach weiteren Niederlagen in Nordirland und der Türkei gescheitert.
Die westdeutsche Mannschaft setzte sich selbst unter Druck, als sie in Hamburg gegen Nordirland ein zweites Mal mit 0:1 verlor. So musste im letzten Spiel gegen Albanien unbedingt ein Sieg her, um Nordirland noch von der Tabellenspitze zu verdrängen. Der Schock saß tief, als Albanien in der 23. Minute in Saarbrücken in Führung gegangen war. Rummenigge konnte zwar eine Minute später bereits ausgleichen, doch war die Mannschaft sehr verunsichert und lief immer wieder Gefahr, in Konter zu laufen. Erst in der 80. Minute erlöste der Kölner Innenverteidiger Gerd Strack die westdeutschen Fans mit seinem Kopfball zum 2:1-Sieg.

### DDR und Schweiz
Die Mannschaft der DDR spielte in der Gruppe 1 gegen die Schweiz, Belgien und Schottland. Die Belgier dominierten die Gruppe und die DDR hatte wie die Schweiz nicht die geringste Chance, sich für das Turnier in Frankreich zu qualifizieren.

## Spielorte
| Lens |

| Lyon |

| Marseille |

| Nantes |

| Paris |

| Saint-Étienne |

| Straßburg |

| Lens |

| Lyon |

| Marseille |

| Nantes |

| Paris |

| Saint-Étienne |

| Straßburg |

## Teilnehmer
| Gruppe 1            | Gruppe 2               |
| ------------------- | ---------------------- |
| Frankreich (Kader)  | Spanien (Kader)        |
| Dänemark (Kader)    | Portugal (Kader)       |
| Belgien (Kader)     | BR Deutschland (Kader) |
| Jugoslawien (Kader) | Rumänien (Kader)       |

## Vorrunde

### Gruppe 1
| Pl. | Land        | Sp. | S | U | N | Tore    | Diff. | Punkte |
| --- | ----------- | --- | - | - | - | ------- | ----- | ------ |
| 1.  | Frankreich  | 3   | 3 | 0 | 0 | 009:200 | +7    | 06:0   |
| 2.  | Dänemark    | 3   | 2 | 0 | 1 | 008:300 | +5    | 04:20  |
| 3.  | Belgien     | 3   | 1 | 0 | 2 | 004:800 | −4    | 02:40  |
| 4.  | Jugoslawien | 3   | 0 | 0 | 3 | 002:100 | −8    | 0:60   |

|                                                          |   |             |           |
| 12. Juni 1984 in Paris (Prinzenparkstadion)              |   |             |           |
| Frankreich                                               | – | Dänemark    | 1:0 (0:0) |
| 13. Juni 1984 in Lens (Stade Félix-Bollaert)             |   |             |           |
| Belgien                                                  | – | Jugoslawien | 2:0 (2:0) |
| 16. Juni 1984 in Nantes (Stade de la Beaujoire)          |   |             |           |
| Frankreich                                               | – | Belgien     | 5:0 (3:0) |
| 16. Juni 1984 in Lyon (Stade Gerland)                    |   |             |           |
| Dänemark                                                 | – | Jugoslawien | 5:0 (2:0) |
| 19. Juni 1984 in Saint-Étienne (Stade Geoffroy-Guichard) |   |             |           |
| Frankreich                                               | – | Jugoslawien | 3:2 (0:1) |
| 19. Juni 1984 in Straßburg (Stade de la Meinau)          |   |             |           |
| Dänemark                                                 | – | Belgien     | 3:2 (1:2) |

Gastgeber Frankreich um Michel Platini galt als großer Favorit. Bei der Fußball-Weltmeisterschaft 1982 in Spanien waren die Franzosen noch unglücklich im Halbfinale – nach Elfmeterschießen – an Deutschland gescheitert. Jetzt wollte die Mannschaft von Trainer Michel Hidalgo endlich den ersten Titel. Im Eröffnungsspiel traf die Mannschaft auf die Sensationsmannschaft der Qualifikation, Dänemark (es hatte England mit einem 1:0-Sieg in Wembley ausgeschaltet) unter dem deutschen Trainer Josef Piontek und tat sich überraschend schwer. Großes Pech hatte der ehemalige Mönchengladbacher Allan Simonsen auf Seiten der Dänen. Er brach sich in der ersten Halbzeit das Bein und das Turnier war für ihn damit beendet. Platini schaffte in der 78. Minute die Erlösung für die französischen Fans im Pariser Prinzenparkstadion mit seinem Treffer zum 1:0. Der junge linke Verteidiger Manuel Amoros wurde kurz vor Schluss noch vom Platz gestellt. Franzosen und Dänen zeigten im weiteren Gruppenverlauf begeisternden Angriffsfußball.
Dabei lieferten sich am letzten Gruppenspieltag – Frankreich war bereits als erste Mannschaft für das Halbfinale qualifiziert – Dänen und Belgier im entscheidenden Spiel ein packendes Duell um den zweiten Tabellenplatz. Zwar konnte das belgische Team 2:0 in Führung gehen, hatte den Dänen danach jedoch nichts mehr entgegenzusetzen und verlor durch Preben Elkjær Larsens entscheidenden Treffer mit 2:3.

### Gruppe 2
| Pl.                                                                                     | Land           | Sp. | S | U | N | Tore    | Diff. | Punkte |
| --------------------------------------------------------------------------------------- | -------------- | --- | - | - | - | ------- | ----- | ------ |
| 1.                                                                                      | Spanien        | 3   | 1 | 2 | 0 | 003:200 | +1    | 04:20  |
| 2.                                                                                      | Portugal       | 3   | 1 | 2 | 0 | 002:100 | +1    | 04:20  |
| 3.                                                                                      | BR Deutschland | 3   | 1 | 1 | 1 | 002:200 | ±0    | 03:30  |
| 4.                                                                                      | Rumänien       | 3   | 0 | 1 | 2 | 002:400 | −2    | 01:50  |
| Für Platz 1 und 2 ist die Anzahl der erzielten Tore in allen Gruppenspielen maßgeblich. |                |     |   |   |   |         |       |        |

|                                                          |   |          |           |
| 14. Juni 1984 in Straßburg (Stade de la Meinau)          |   |          |           |
| BR Deutschland                                           | – | Portugal | 0:0       |
| 14. Juni 1984 in Saint-Étienne (Stade Geoffroy-Guichard) |   |          |           |
| Rumänien                                                 | – | Spanien  | 1:1 (1:1) |
| 17. Juni 1984 in Lens (Stade Félix-Bollaert)             |   |          |           |
| BR Deutschland                                           | – | Rumänien | 2:1 (1:0) |
| 17. Juni 1984 in Marseille (Stade Vélodrome)             |   |          |           |
| Portugal                                                 | – | Spanien  | 1:1 (0:0) |
| 20. Juni 1984 in Paris (Prinzenparkstadion)              |   |          |           |
| BR Deutschland                                           | – | Spanien  | 0:1 (0:0) |
| 20. Juni 1984 in Nantes (Stade de la Beaujoire)          |   |          |           |
| Portugal                                                 | – | Rumänien | 1:0 (0:0) |

BR Deutschland enttäuschte im ersten Gruppenspiel gegen Portugal maßlos. In einer langweiligen Partie konnte die Mannschaft nicht zu spielentscheidenden Szenen kommen. Gegen Rumänien siegte sie durch zwei Tore von Rudi Völler. Bei Rumänien spielte in der ersten Halbzeit der erst 19-jährige Gheorghe Hagi. Durch diesen Erfolg war BR Deutschland gegenüber Spanien vor dem letzten Gruppenspiel im Vorteil. Ein Unentschieden hätte ausgereicht, um ins Halbfinale vorzustoßen. Die Westdeutschen hatten einige Chancen, um in Führung zu gehen. Geschockt waren sie in der Endphase der ersten Halbzeit, als der tschechoslowakische Schiedsrichter Vojtěch Christov einen Foulelfmeter gegen BR Deutschland gab, den Toni Schumacher gegen Carrasco parierte. Das Glück stand der westdeutschen Mannschaft bis zur 89. Minute zur Seite, doch dann landete eine Flanke der Spanier auf dem Kopf ihres Liberos Maceda und von dort im Tor der westdeutschen Mannschaft. Der amtierende Europameister war damit bereits in der Vorrunde ausgeschieden. Der Bundestrainer Jupp Derwall, dem die Hauptschuld am Ausscheiden gegeben wurde, erklärte wenig später seinen Rücktritt; er wurde durch Franz Beckenbauer ersetzt.

## Finalrunde

### Halbfinale
|                                              |   |          |                      |
| 23. Juni 1984 in Marseille (Stade Vélodrome) |   |          |                      |
| Frankreich                                   | – | Portugal | 3:2 n. V. (1:1, 1:0) |

Das erste Halbfinale war das dramatischste Spiel dieser Europameisterschaft. Frankreich stürmte gegen eine auf Konterangriffe ausgelegte portugiesische Mannschaft 120 Minuten lang an, und doch schien Portugal bis in die Schlussphase der Verlängerung wie der sichere Sieger. Frankreich war in der ersten Halbzeit durch ein Tor von Jean-François Domergue (24. Minute) in Führung gegangen, wonach der Ausgleich Portugals in der 74. Minute durch Mittelstürmer Rui Jordão wie ein Schock wirkte. In der Verlängerung bedrängte Frankreich das Tor von Torwart Manuel Bento permanent und lief in der 98. Minute in einen Konter, den Rui Jordão zum 2:1 für Portugal verwandelte. Michel Platini trieb seine Mannschaft jetzt noch intensiver an, und die Bemühungen wurden in der 114. Minute mit dem zweiten Tor von Domergue belohnt. Platini selbst besorgte eine Minute vor Schluss (119. Minute) den 3:2-Siegtreffer.
|                                       |   |          |                                 |
| 24. Juni 1984 in Lyon (Stade Gerland) |   |          |                                 |
| Spanien                               | – | Dänemark | 1:1 n. V. (1:1, 0:1), 5:4 i. E. |

Die Überraschungsmannschaft Dänemark begeisterte auch in diesem Spiel die europäischen Fußballfans. Doch Spanien war sehr gut in der Defensive besetzt und hielt dagegen. Auch nach der 1:0-Führung der Dänen in der 7. Minute durch Søren Lerby blieben sie durch schnelle Konter stets gefährlich und kamen in der 67. Minute durch Maceda zum Ausgleich. Nach torloser Verlängerung kam es zum Elfmeterschießen mit tragischem Ende für die Dänen: Preben Elkjær Larsen verschoss seinen Elfmeter und Spanien zog ins Finale ein.

### Finale

#### Frankreich – Spanien 2:0 (0:0)
| Frankreich                                                  | Frankreich | Spanien | Spanien |
| ----------------------------------------------------------- | --- | --- | ------- |
| Frankreich                                                  | \| Finale \| \| Mittwoch, 27. Juni 1984 um 20:00 Uhr in Paris (Prinzenpark) \| \| Zuschauer: 47.368 \| \| Schiedsrichter: Vojtěch Christov ( Tschechoslowakei) \|                                                                                         | \| Finale \| \| Mittwoch, 27. Juni 1984 um 20:00 Uhr in Paris (Prinzenpark) \| \| Zuschauer: 47.368 \| \| Schiedsrichter: Vojtěch Christov ( Tschechoslowakei) \|                                                                   | Spanien |
| Frankreich                                                  | Joël Bats – Maxime Bossis – Patrick Battiston (73. Manuel Amoros), Yvon Le Roux, Jean-François Domergue – Jean Tigana, Luis Fernández, Michel Platini , Alain Giresse – Bernard Lacombe (80. Bernard Genghini), Bruno Bellone Cheftrainer: Michel Hidalgo | Luis Arconada – Ricardo Gallego – Santiago Urquiaga, Salva (85. Roberto), José Antonio Camacho – Juan Señor, Víctor Muñoz, Julio Alberto (77. Manuel Sarabia), Francisco – Santillana, Francisco Carrasco Cheftrainer: Miguel Muñoz | Spanien |
| Frankreich                                                  | 1:0 Platini (57.) 2:0 Bellone (90.) | | Spanien |
| Frankreich                                                  | Fernández (27.), Le Roux (53.) | Gallego (27.), Carrasco (30.) | Spanien |
| Frankreich                                                  | Le Roux (86.) | | Spanien |
| Finale                                                      | | |         |
| Mittwoch, 27. Juni 1984 um 20:00 Uhr in Paris (Prinzenpark) | | |         |
| Zuschauer: 47.368                                           | | |         |
| Schiedsrichter: Vojtěch Christov ( Tschechoslowakei)        | | |         |

Frankreich wurde in diesem Spiel durch die sehr offensive Spielweise der Spanier zunächst überrascht. Spanien kam zuerst zu Chancen. Mittelstürmer Santillana, der Altstar von Real Madrid, führte die spanische Mannschaft an. In der zweiten Halbzeit, als die französischen Fans bereits unruhig wurden, führte ein fataler Fehler des spanischen Torwarts Luis Arconada zu Frankreichs Führung. Einen direkten Freistoß von Michel Platini ließ Arconada durch die Hände gleiten und der Ball kullerte über die Linie. Die 1:0-Führung eröffnete bei noch stärkeren Offensivbemühungen der Spanier Konterchancen für die Franzosen, allerdings bekam ihr Innenverteidiger Yvon Le Roux in der 86. Minute die Rote Karte. In der 90. Minute entschied ein solcher Konter durch Linksaußen Bruno Bellone das Pariser Finale. Frankreich gewann damit seinen ersten großen Titel.

#### Ehrungen der Finalisten
| Weltfußballer des Jahres (inoffiziell) | Michel Platini          |
| Europas Fußballer des Jahres           | Michel Platini (Erster) |
| Europas Fußballer des Jahres           | Jean Tigana (Zweiter)   |
| Fußballer des Jahres in Frankreich     | Jean Tigana             |

## Die Europameister
| Frankreich |
| --- |
| Joël Bats (5/-) Maxime Bossis (5/-) Patrick Battiston (5/-), Yvon Le Roux (3/-), Jean-François Domergue (5/2) Jean Tigana (5/-), Luis Fernández (5/1), Michel Platini (5/9) , Alain Giresse (5/1) Bernard Lacombe (4/-), Bruno Bellone (3/1) Trainer: Michel Hidalgo |
| außerdem: Philippe Bergeroo (-/-), Albert Rust (-/-) – Manuel Amoros (2/-) – Daniel Bravo (1/-), Jean-Marc Ferreri (2/-), Bernard Genghini (2/-), Thierry Tusseau (2/-) – Dominique Rocheteau (2/-), Didier Six (3/-) (in Klammern: Einsätze/Tore)                   |

## Torschützenliste (Endrunde)
| Rang | Spieler                | Tore |
| ---- | ---------------------- | ---- |
| 1    | Michel Platini         | 9    |
| 2    | Frank Arnesen          | 3    |
| 3    | Jean-François Domergue | 2    |
|      | Preben Elkjær Larsen   | 2    |
|      | Rui Jordão             | 2    |
|      | Antonio Maceda         | 2    |
|      | Rudi Völler            | 2    |
| 8    | Bruno Bellone          | 1    |
|      | Klaus Berggreen        | 1    |
|      | László Bölöni          | 1    |
|      | Kenneth Brylle         | 1    |
|      | Francisco Carrasco     | 1    |
|      | Jan Ceulemans          | 1    |

| Rang | Spieler            | Tore |
| ---- | ------------------ | ---- |
| 8    | Marcel Coraș       | 1    |
|      | Luis Fernández     | 1    |
|      | Alain Giresse      | 1    |
|      | Georges Grün       | 1    |
|      | John Lauridsen     | 1    |
|      | Søren Lerby        | 1    |
|      | Tamagnini Nené     | 1    |
|      | Santillana         | 1    |
|      | Miloš Šestić       | 1    |
|      | António Sousa      | 1    |
|      | Dragan Stojković   | 1    |
|      | Erwin Vandenbergh  | 1    |
|      | Franky Vercauteren | 1    |

Torschützenkönig des gesamten Wettbewerbs (einschl. Qualifikation) wurde ebenfalls der Franzose Michel Platini mit seinen 9 Toren aus der Endrunde.

## All-Star-Team
Ein offizielles UEFA-All-Star-Team der wertvollsten Spieler eines Turniers wurde erstmals bei der Europameisterschaft 1996 in England gewählt. Für die Zusammenstellung der besten Spieler der EM 1984 wurde von der UEFA folgendes Team ausgewählt:
| Torhüter        | Abwehr                                             | Mittelfeld                                                               | Stürmer                   |
| --------------- | -------------------------------------------------- | ------------------------------------------------------------------------ | ------------------------- |
| Toni Schumacher | João Domingos Pinto Karlheinz Förster Morten Olsen | Andreas Brehme Fernando Chalana Jean Tigana Michel Platini Frank Arnesen | Rudi Völler Alain Giresse |

Der Franzose Michel Platini wurde zum besten Spieler des Turniers erklärt. Auch aufgrund seiner Leistungen bei dieser EM wurde Platini mit großem Vorsprung zum Europas Fußballer des Jahres gewählt; die beiden anderen Stars dieser Spiele, Jean Tigana und Preben Elkjær Larsen, belegten hierbei die Plätze zwei und drei.

## Schiedsrichter
Die UEFA nominierte 14 Schiedsrichterkollektive, von denen nur das tschechoslowakische in zwei Spielen zum Einsatz kam.
| Name                  | Land             | Anz. d. Spiele |   |   | Anmerkungen         |
| --------------------- | ---------------- | -------------- | - | - | ------------------- |
| Michel Vautrot        | Frankreich       | 1              | 2 | 0 |                     |
| Paolo Bergamo         | Italien          | 1              | 4 | 0 |                     |
| George Courtney       | England          | 1              | 7 | 1 |                     |
| Jan Keizer            | Niederlande      | 1              | 2 | 0 |                     |
| Erik Fredriksson      | Schweden         | 1              | 1 | 0 |                     |
| Alexis Ponnet         | Belgien          | 1              | 1 | 0 |                     |
| Heinz Fahnler         | Österreich       | 1              | 3 | 0 |                     |
| Volker Roth           | Deutschland      | 1              | 1 | 1 |                     |
| Vojtěch Christov      | Tschechoslowakei | 2              | 5 | 1 | Finalschiedsrichter |
| Adolf Prokop          | DDR              | 1              | 1 | 0 |                     |
| Romualdas Juška       | Sowjetunion      | 1              | 1 | 0 |                     |
| Robert Valentine      | Schottland       | 1              | 2 | 0 |                     |
| André Daina           | Schweiz          | 1              | 0 | 0 |                     |
| Augusto Lamo Castillo | Spanien          | 1              | 0 | 0 |                     |